# Монастир Дохіар

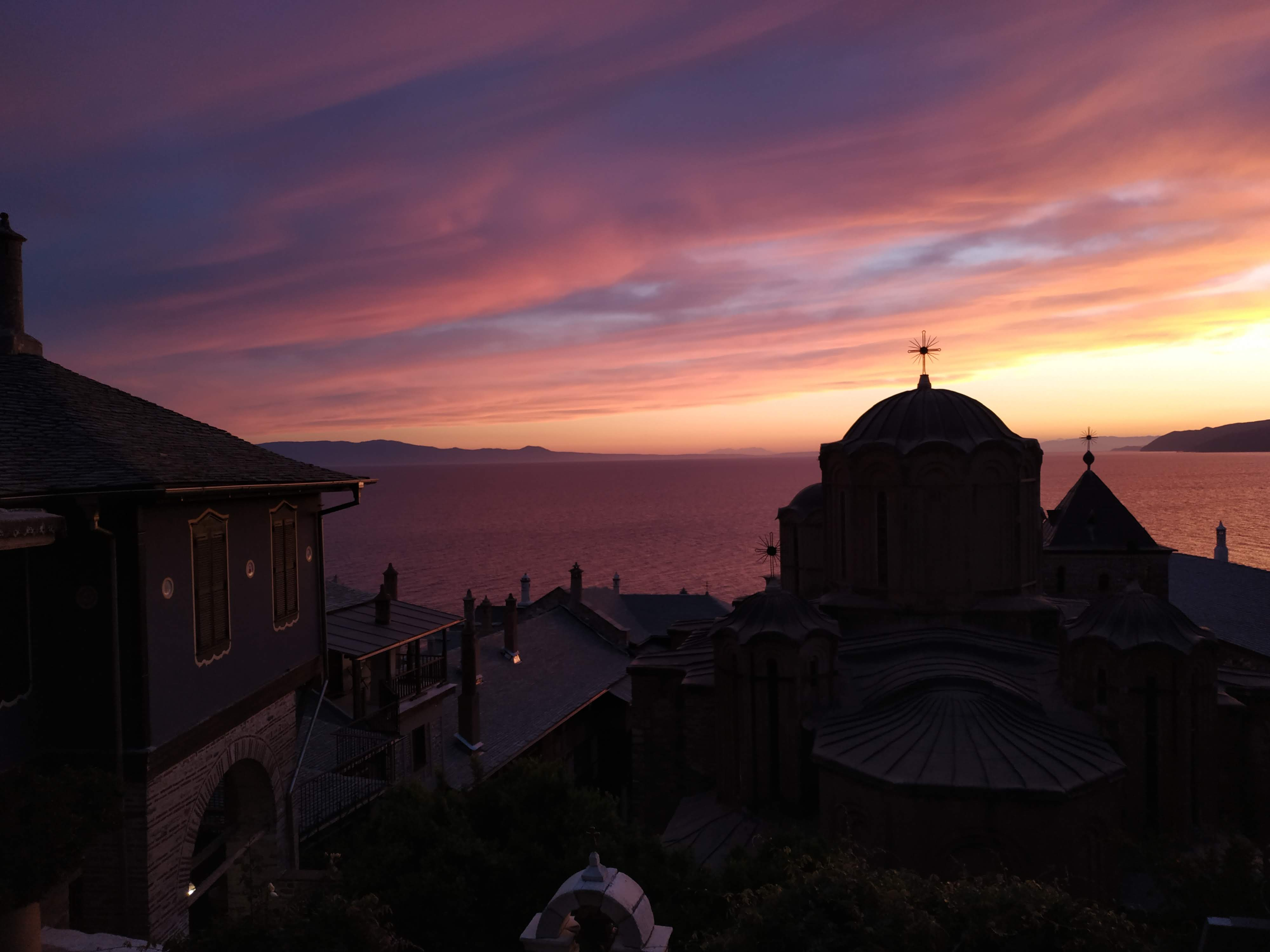

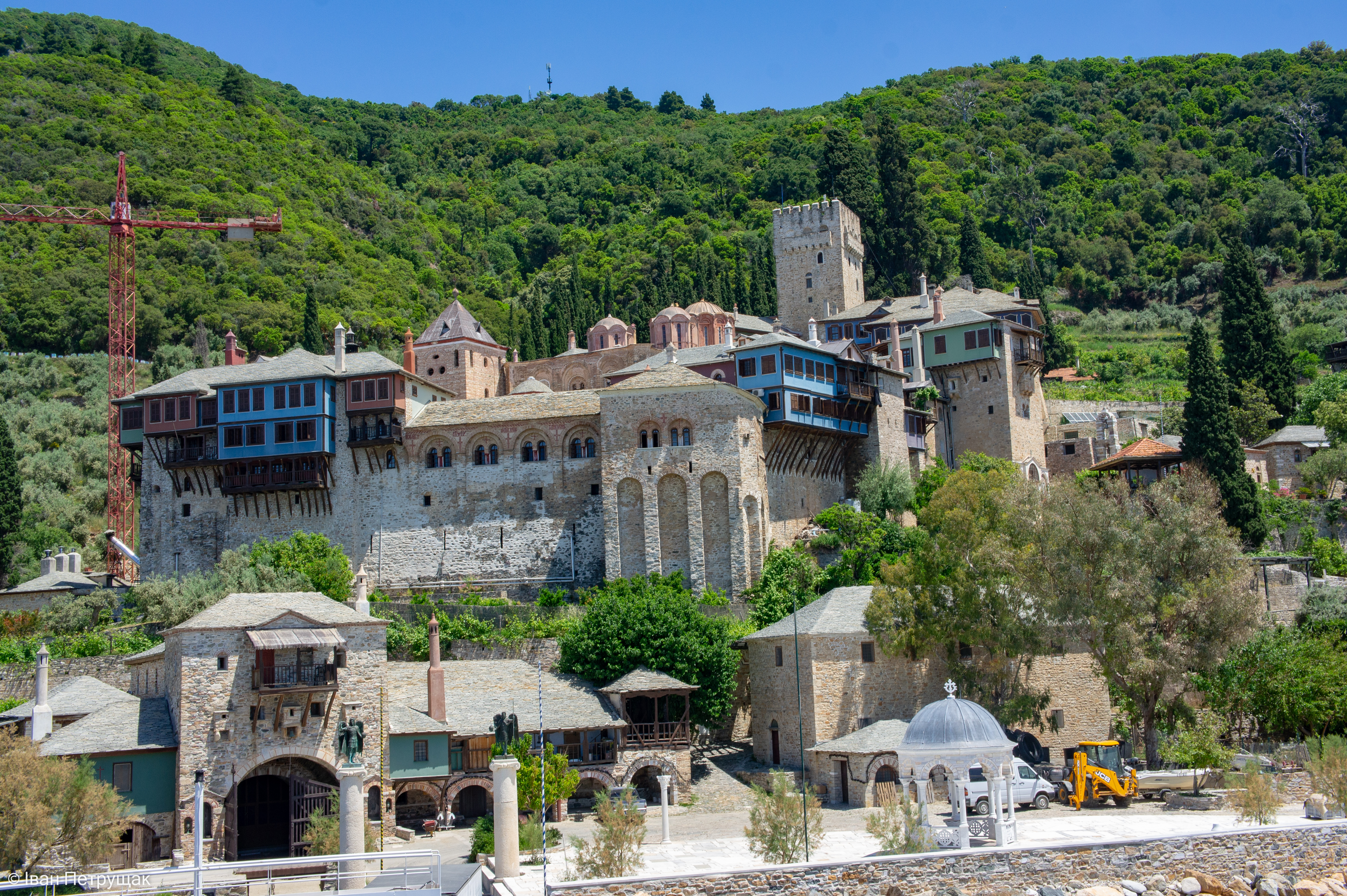
вигляд на монастир Дохіар з моря

40°15′59″ пн. ш. 24°10′24″ сх. д. / 40.26639° пн. ш. 24.17333° сх. д.
Монастир Дохіар (грец. Μονή Δοχειαρείου) — грецький чоловічий православний монастир на Святій горі Афон, займає в святогірській ієрархії десяте місце. Розташований на південно-західному узбережжі півострова Айон-Орос, на південь від монастиря Ксенофонта.

## Історія

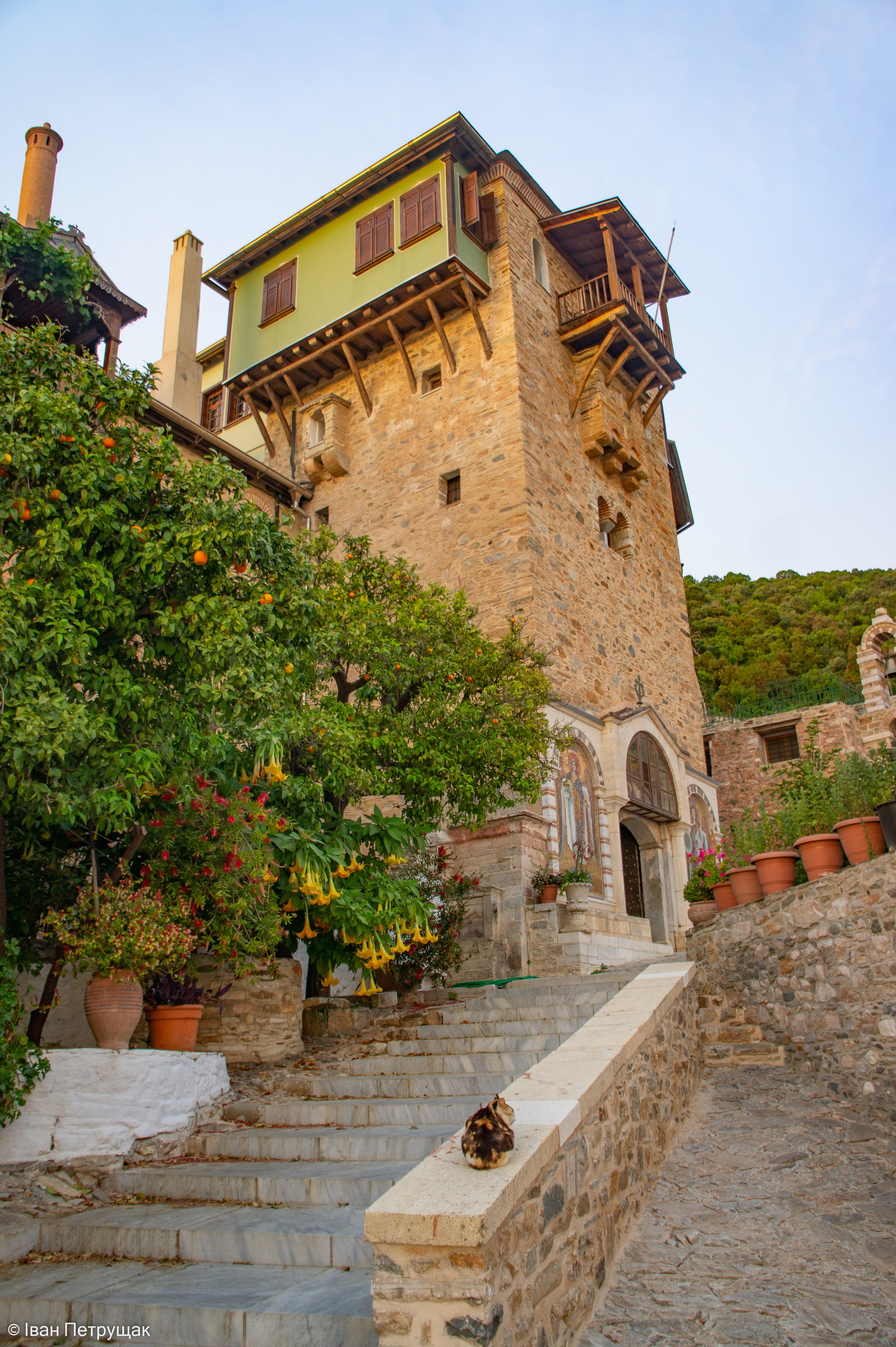

Вважається, що монастир Дохіар заснований у 10 столітті, проте обставини, пов'язані з моменту його створення, є спірними. Згідно з деякими джерелами, монастир спочатку був заснований в районі порту Дафні наприкінці 10 століття Євфимієм, учнем святого Афанасія Афонського та келаря (грец. δοχειάρης — келар) Монастиря Великої Лаври. Згідно з іншими джерелами, монастир заснований ченцем Данилом Дохіаром між 1030-1032 роками.

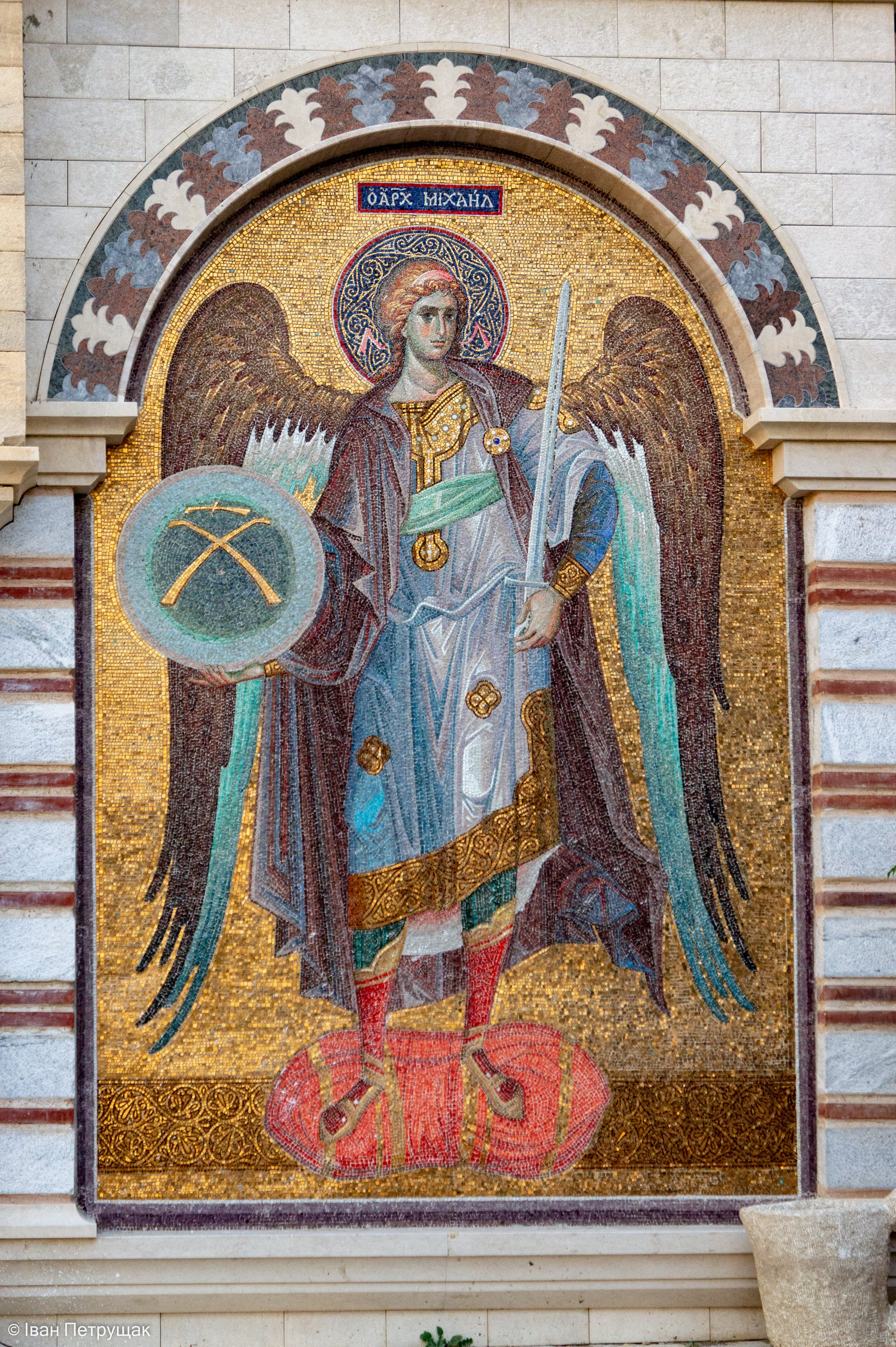

Невдовзі після свого заснування, монастир припинив своє існування, ймовірно, від частих піратських нальотів, франкської окупації Афону і після захоплення Константинополя латинянами в 1204 році. Втім ченці розпочати будівництво монастиря наново. У 14 столітті монастир Дохіар отримував допомогу від імператор Іоанн V Палеолог і сербського короля Стефана Душана. Головна церква (католікон) монастиря побудовано в середині 16 століття за фінансової підтримки Олександра і Роксандри, валаських господарів, та Іоанна Лапуснеаноса. Під час османської окупації Афона та впродовж війни за незалежність в 1821 році монастир Дохіар втратив майже всі свої скарби та майно.
Головний храм, побудований на фундаменті старого храму присвячений Архангелам Михаїлу і Гавриїлу. Фрески католікону створені майстром Георгієм, представником критської школи 1568 році та іншим цілком невідомим майстром в 1783 році. Сучасний монастир крім католікону має 10 каплиць. Престольне свято — 8 листопада за юліанським календарем.

## Реліквії
Католікон монастиря Дохіар вищий за всі афонські церкви і облицьований мармуром; в переході з храму в трапезну знаходяться зображення трьох перших настоятелів. Праворуч від входу в трапезну, у спеціально облаштованій каплиці знаходиться чудотворна ікона Богоматері «Скоропослушниця» (грец. Γοργοεπεκοος), написана в 10 столітті під час ігуменства Неофіта. За переказами, в 1664 році через недбале поводження з цією іконою був уражений сліпотою і після покаяння повністю видужав келар монастиря Ніл. Надалі до цієї ікони багато разів зверталися віруючі, які прагнуть духовного і тілесного зцілення. У монастирі Дохіар дивовижним чином виник колодязь 1299 року, званий «священним».

## Ігумени
- Евфимій Афонський (X ст.)
- Неофіт Афонський
- Варнава
- Григорій (Зумис) (1980 — †22 жовтня 2018)
- Амфілохій (з 4 грудня 2018)

## Галерея

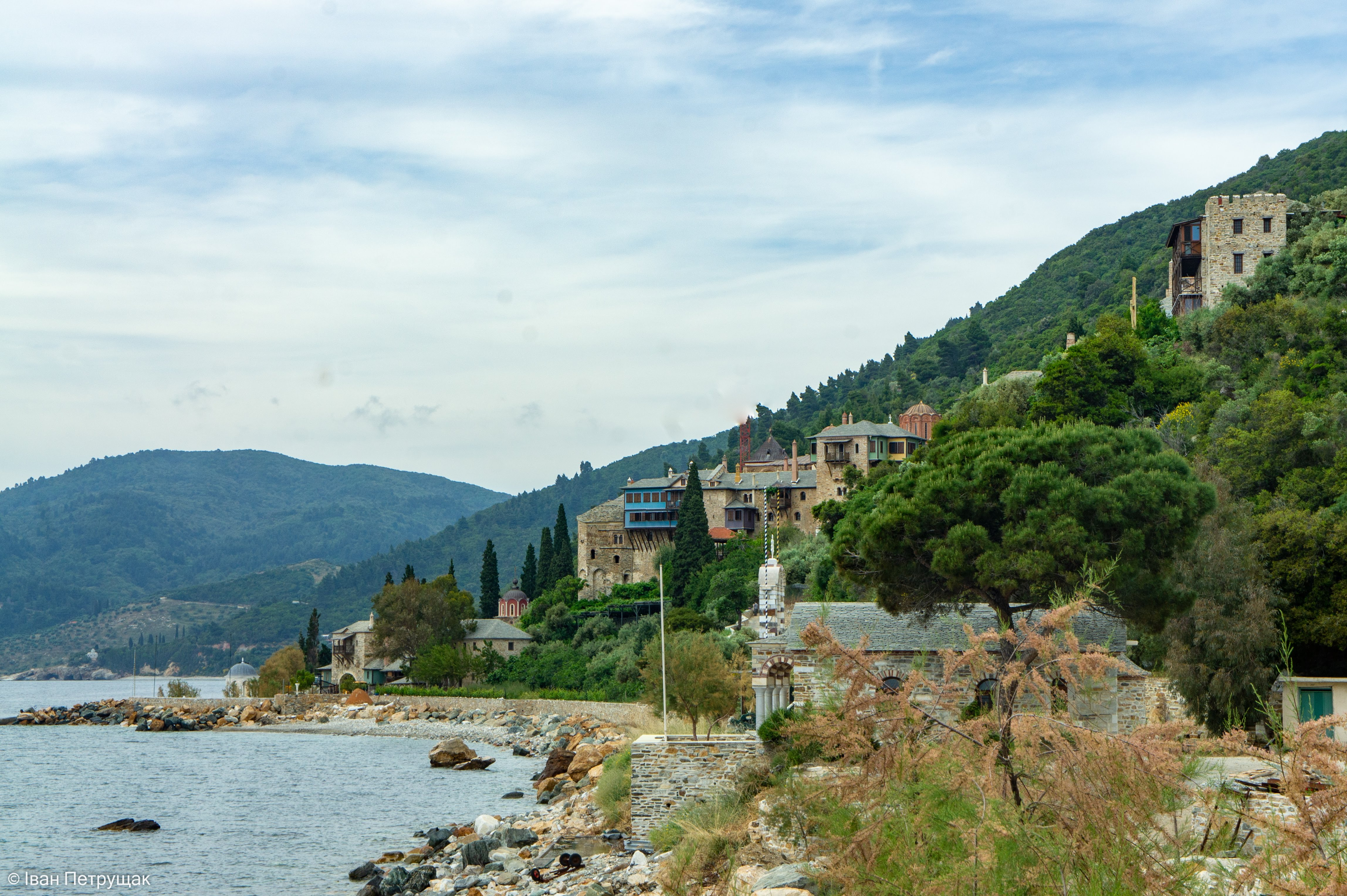
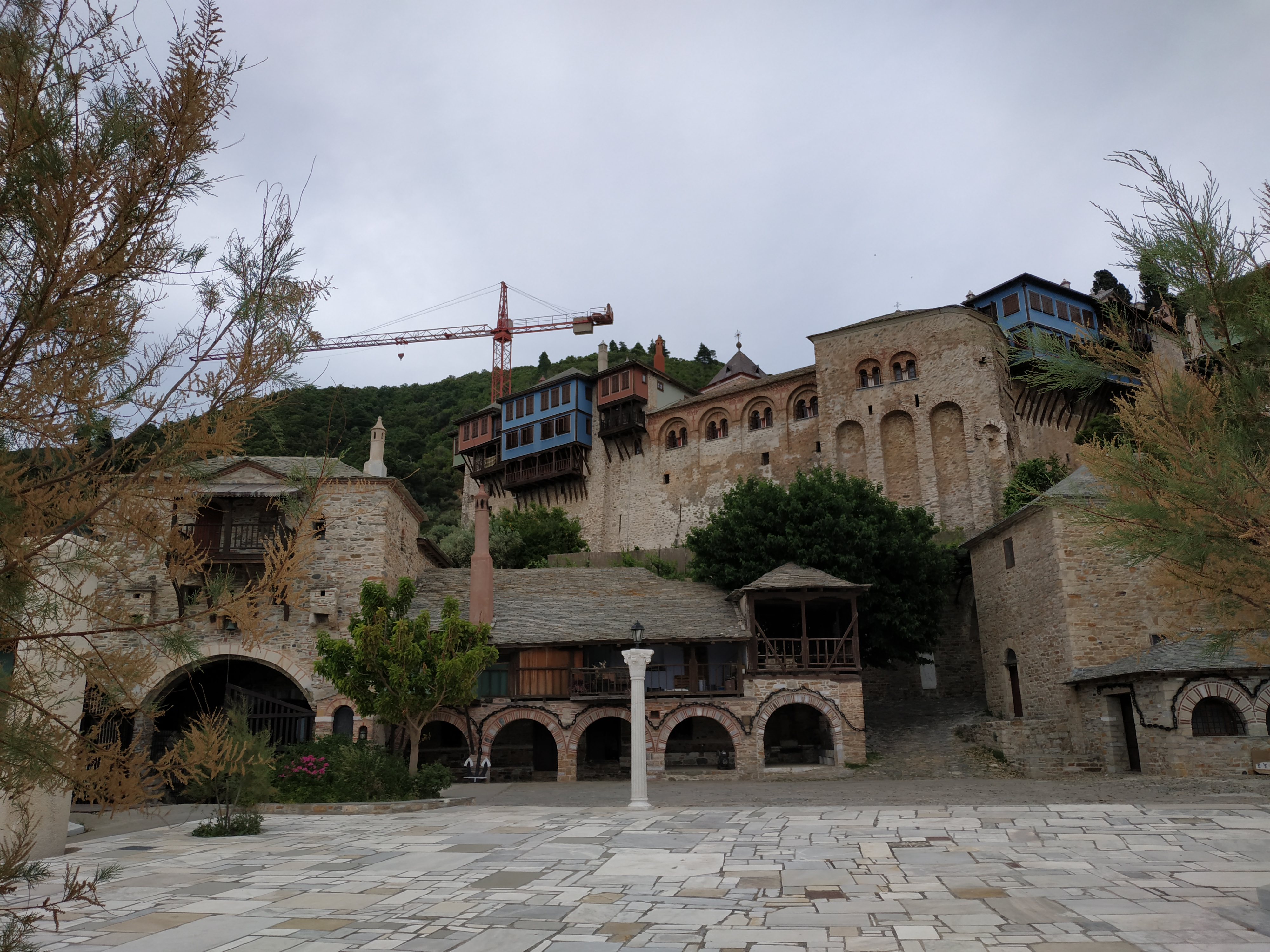
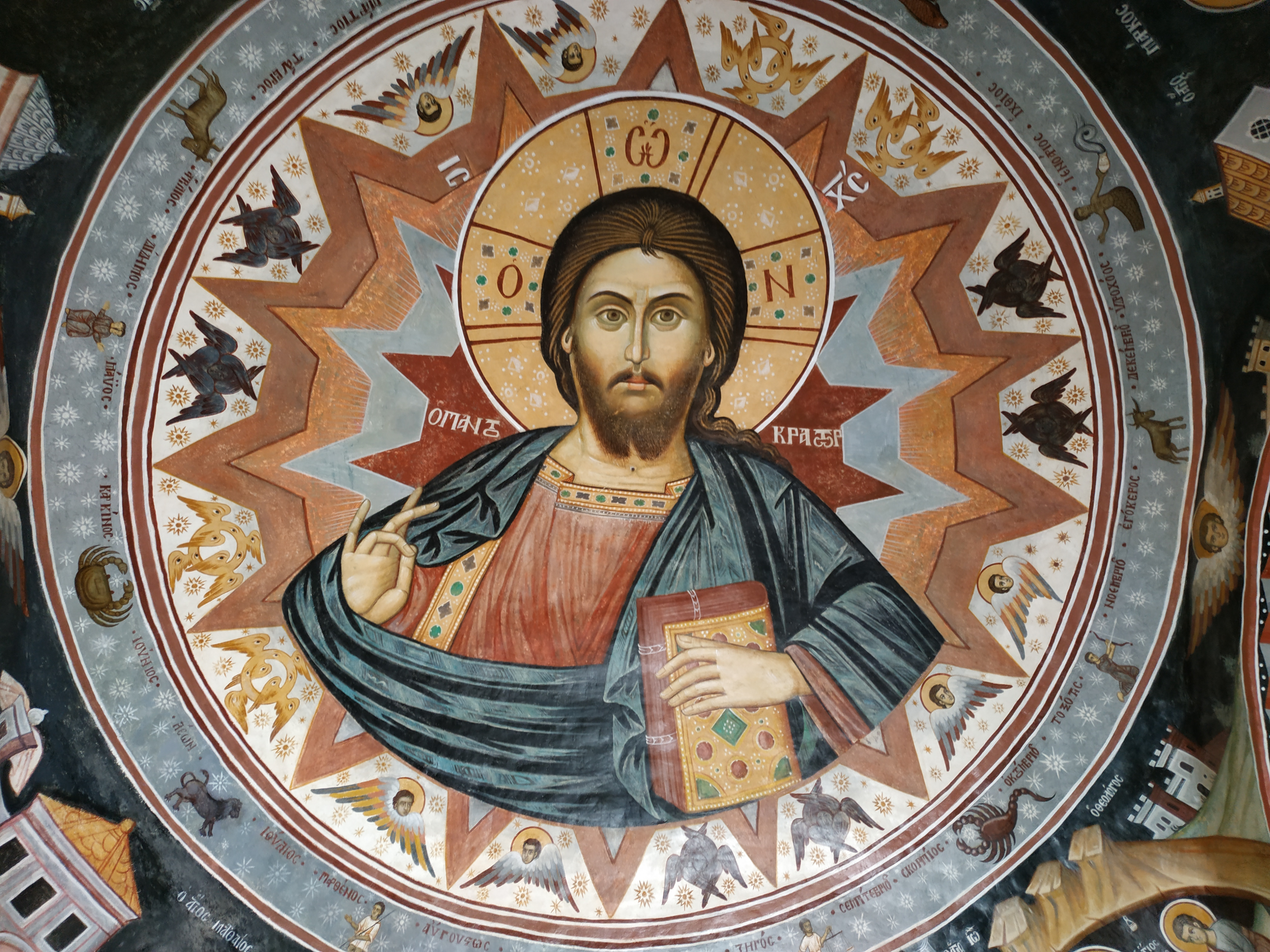
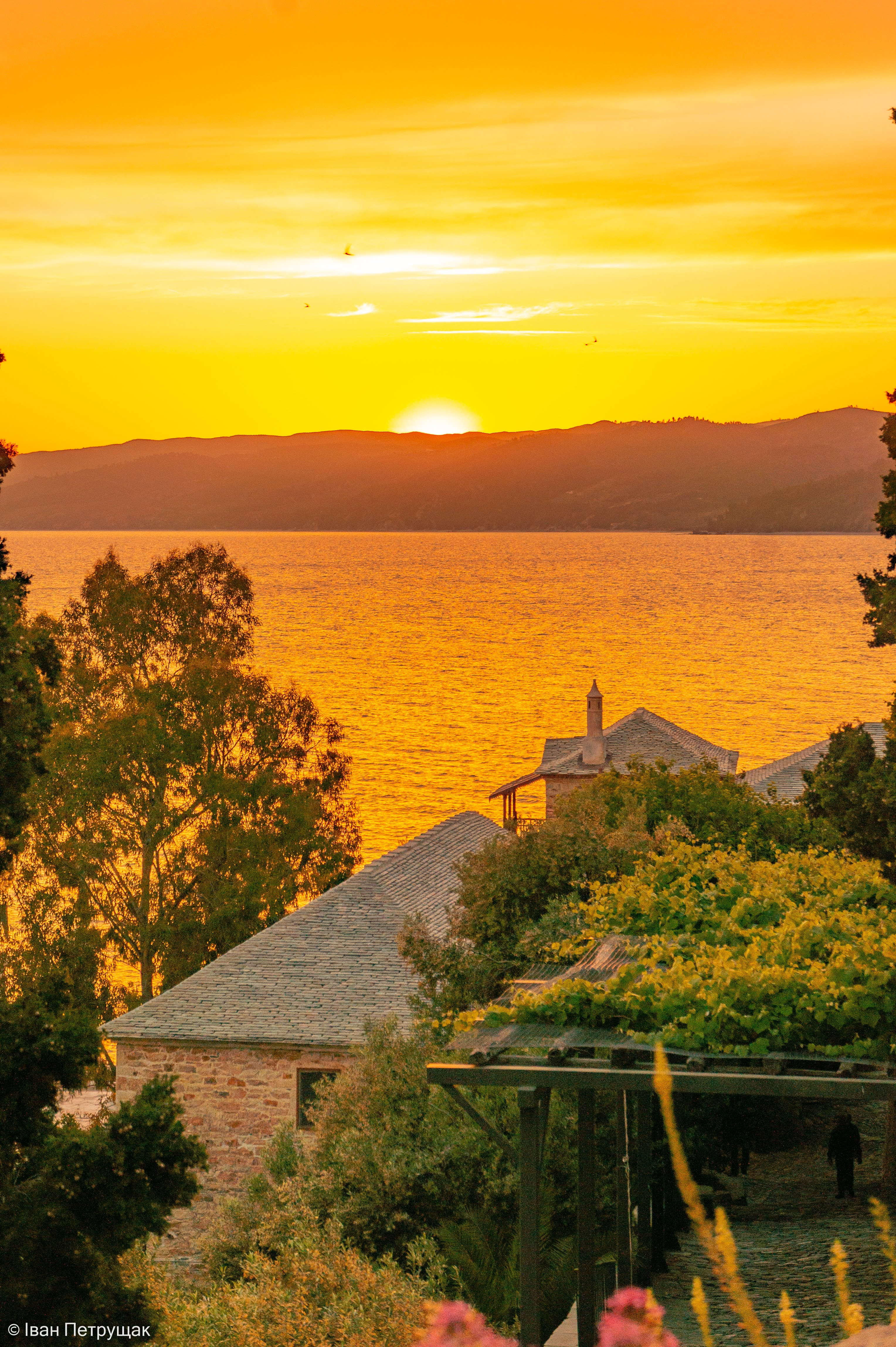
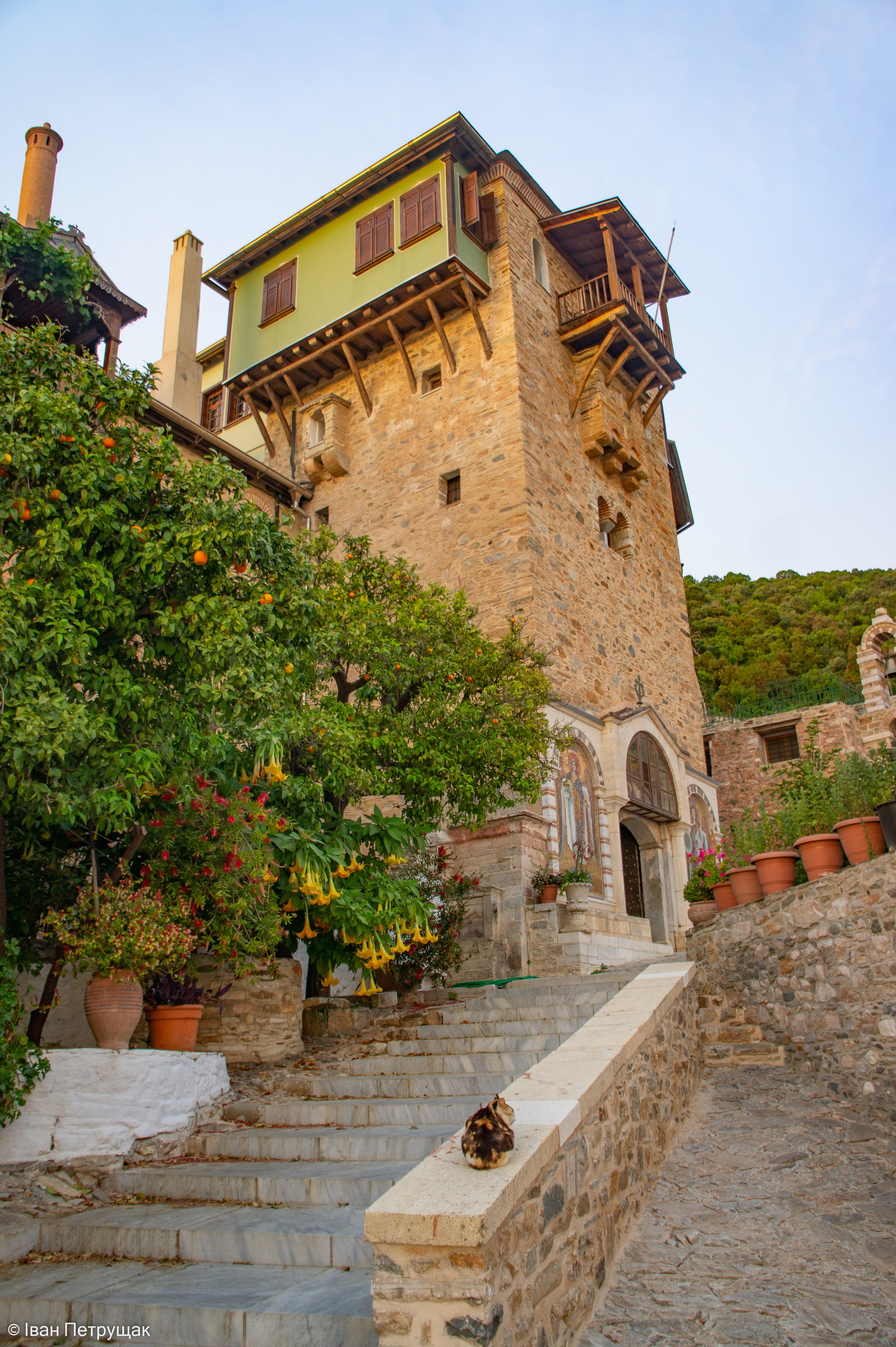
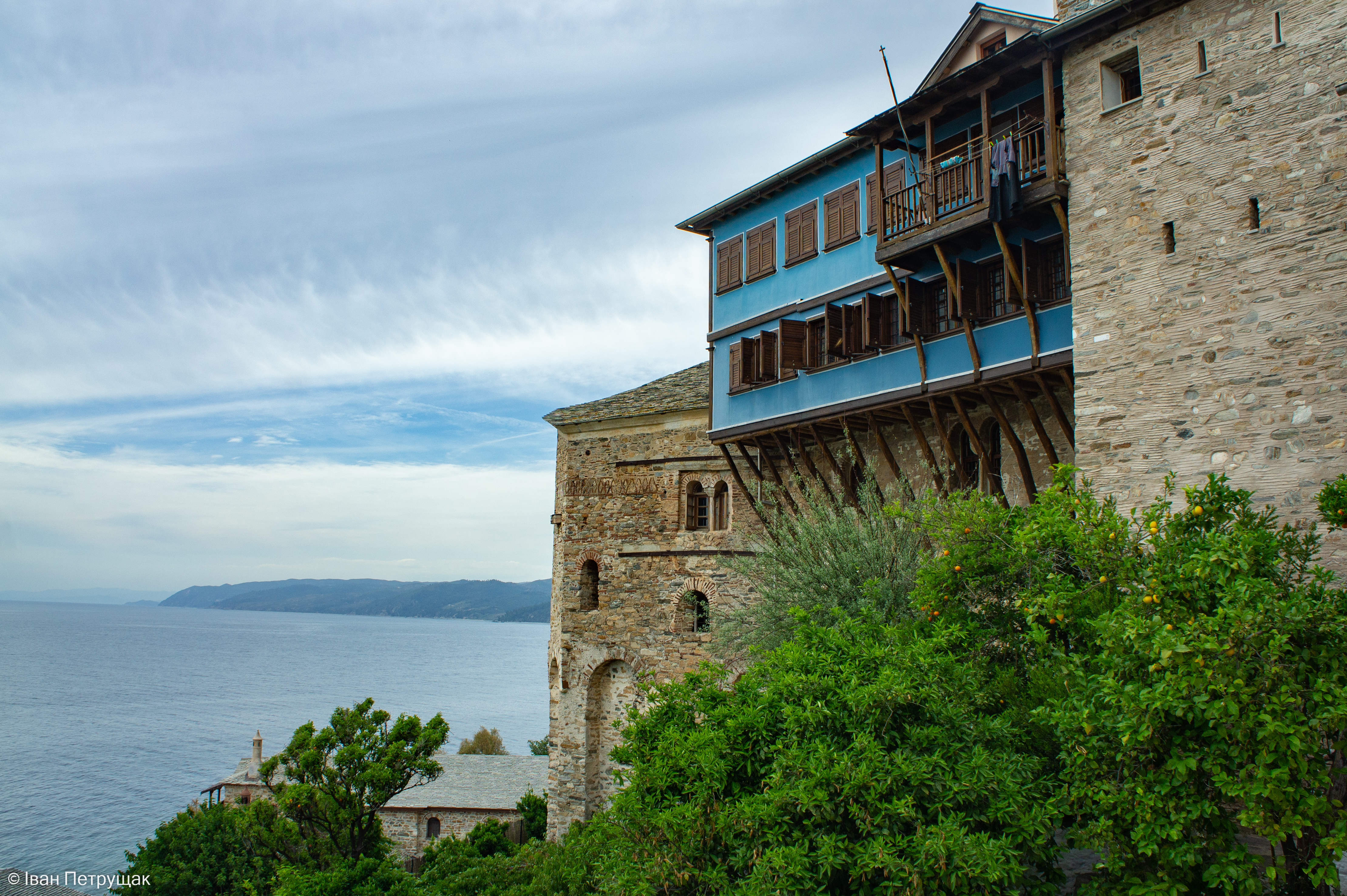